# Attentat du 7 août 2019 à Kaboul
L'attentat du 7 août 2019 à Kaboul est l'explosion d'une voiture piégée à un poste de contrôle devant un poste de police de la capitale afghane, Kaboul, le 7 août 2019. L'explosion se produit tôt le matin dans un quartier à majorité chiite de l'ouest de la ville. Au moins 14 personnes sont tuées et 145 sont blessées, principalement des civils. Les talibans revendiquent la responsabilité de l'attaque, citant le fait qu'un de leurs kamikazes a attaqué « un centre de recrutement ». L’attaque a lieu alors que des négociations entre les talibans et les États-Unis sont en cours à Doha au Qatar depuis septembre 2018.

## Contexte
À la suite des attentats du 11 septembre, les États-Unis demandent aux talibans de leur remettre Oussama ben Laden, alors chef du groupe terroriste Al-Qaïda. Après le refus des talibans, les forces armées des États-Unis, avec le soutien britannique, réalisent plusieurs bombardements sur les forces des talibans. Cela mène à la guerre en Afghanistan, les États-Unis obtenant le soutien du Canada, de l'Australie, de la France et de l'Allemagne. La guerre fait au moins 244 000 victimes civiles en Afghanistan, en Irak, au Pakistan, en Somalie, au Yémen, en Syrie et dans d'autres pays visés par la guerre et par la guerre contre le terrorisme. Les talibans contrôlent toujours 59 districts, même s'ils sont démis de leurs fonctions en 2001 par les États-Unis.
Au fil des ans, les États-Unis négocient avec les talibans afin de mettre un terme à la guerre. Une solution, à savoir le retrait des troupes américaines avant l'élection présidentielle de 2020 aux États-Unis, est proposée en juillet et août 2019. En dépit de ces négociations de paix en cours, les talibans ciblent des civils qui vont participer à l'élection présidentielle afghane de 2019 lors de divers attentats menés au cours du premier semestre de 2019. Le groupe menace de perturber les élections du 6 août, les qualifiant de "sans valeur", car elles n’ont aucune légitimité. 
Ce n'est pas la première fois qu'un commissariat de police est pris pour cible. En avril 2019, une attaque de grande envergure commise par les talibans dans l'ouest de l'Afghanistan coûte la vie à 30 soldats et policiers. Un événement similaire se produit le 27 juillet 2019 lorsqu'un attentat suicide à la bombe près d'un poste de police dans la province de Ghazni tue trois policiers et en blesse 12. La Mission d'assistance des Nations Unies en Afghanistan déclare que le mois de juillet 2019 est le plus meurtrier en Afghanistan depuis mai 2017 en raison de l'augmentation du nombre de victimes civiles. 
L'école de formation militaire ciblée sert également de centre de recrutement pour les forces de sécurité.

## Attaque
La bombe explose vers 9 h 00, heure locale, le 7 août 2019, lorsqu'un véhicule cible les portes du quartier général de la police du district 6. Le véhicule est arrêté à un poste de contrôle de sécurité situé à l'extérieur du bâtiment. Le quartier général de la police est situé à Golaee Dawa Khana, un quartier chiite. Le quartier général de la police et une école de formation militaire sont les principales cibles. Selon les témoins, l'explosion laisse une épaisse fumée dans le ciel et forme un grand cratère. Le poste de police, une école de formation militaire à proximité et toutes les fenêtres d'un rayon de 1,5 km sont détruits. L'explosion fait 14 morts, dont quatre policiers et 145 blessés, principalement des femmes et des enfants ; 92 des blessés sont des civils. Deux des assaillants sont tués et un autre est arrêté. La bombe utilisée est identifiée comme étant une voiture piégée, tandis que les talibans affirment qu'un camion piégé plus gros a été utilisé à la place. L'attaque a lieu quelques jours avant la fête islamique de l'Aïd al-Adha.

## Réactions

### Domestiques
- Le chef de l'exécutif afghan Abdullah Abdullah publie une déclaration sur Twitter condamnant l'attaque, déclarant que celle-ci vise à perturber l'élection présidentielle afghane de 2019. Il déclare également : « Nous sommes attachés au processus démocratique et notre détermination est inébranlable. Au lieu d'attaques terroristes, résolvons nos problèmes par la négociation »[2].
- Roya Rahmani, l'ambassadeur sortant de l'Afghanistan aux États-Unis, déclare dans une interview à Washington, D.C., condamnant les attaques et les talibans : « On ne comprend pas pourquoi quelqu'un qui a l'idée de la paix en tête voudrait continuer à tuer des gens »[21].

### Étrangères
- Zalmay Khalilzad, représentant américain en Afghanistan, publie une déclaration sur Twitter dans laquelle il condamne les attaques[22] et déclare : « l'accent devrait être mis sur la réduction immédiate de la violence à mesure que nous nous rapprochons des négociations intraafghanes qui aboutiront à une feuille de route politique et à un cessez-le-feu permanent »[23].